# We Are All We Have
We Are All We Have es el octavo álbum de estudio del grupo punk estadounidense The Casualties, lanzado a la venta el 25 de agosto de 2009 bajo el sello discográfico SideOneDummy Records. El disco se ubicó en la posición veinte del conteo Heatseekers Albums de la revista Billboard en septiembre de 2009.

## Lista de canciones
| We Are All We Have |                                       |              |          |  |
| N.º                | Título                                | Escritor(es) | Duración |  |
| 1.                 | «Carry on the Flag»                   |              | 1:05     |  |
| 2.                 | «We Are All We Have»                  |              | 3:05     |  |
| 3.                 | «Hearts Bleeds Black»                 |              | 2:19     |  |
| 4.                 | «Rise and Fall»                       |              | 2:22     |  |
| 5.                 | «Apocalypse Today»                    |              | 2:17     |  |
| 6.                 | «War Is Business»                     |              | 1:47     |  |
| 7.                 | «In the Tombs»                        |              | 4:24     |  |
| 8.                 | «Stand Against Them All»              |              | 2:51     |  |
| 9.                 | «Depression-Unemployment Lines»       |              | 3:06     |  |
| 10.                | «Looking Thru Bloodshot Eyes»         |              | 2:37     |  |
| 11.                | «Lonely on the Streets-Jersey City»   |              | 2:52     |  |
| 12.                | «Life Clone»                          |              | 1:46     |  |
| 13.                | «Clockwork»                           |              | 1:56     |  |
| 14.                | «Rocker's Reggae (Working Man's Dub)» |              | 8:05     |  |
| 40:32              |                                       |              |          |  |